# Паралогизм
Паралоги́зм (др.-греч. παραλογισμός — ложное умозаключение) — случайная, неосознанная или непреднамеренная логическая ошибка в мышлении (в доказательстве, в споре, диалоге), возникающая при нарушении законов или правил логики и приводящая к ошибочному выводу (заключению).

## История термина
Аристотель называл паралогизмом всякое ложное доказательство за исключением софизма, то есть намеренного ложного доказательства.
Авторы «Логики Пор-Рояля» употребляли термин «паралогизм» как синоним термина «софизм».
Одно из важнейших изменений в значении термина было произведено И. Кантом, который отличал логический паралогизм (который он определял как ложное по своей логической форме умозаключение) от трансцендентального паралогизма (специфической философской ошибки).
Испанский философ Х. Л. Бальмес в своей работе по логике определял паралогизм как умозаключение, ложное по содержанию, а софизм — как умозаключение, ложное по форме.
Кроме того, паралогизмы следует отличать от парадоксов и антиномий — правильно построенных умозаключений, приводящих к самопротиворечию.

## Логика
Паралогизм представляет собой ложный (ошибочный) по форме, то есть неправильно построенный вывод (умозаключение, рассуждение). Ошибка в таком рассуждении состоит не в том, что его содержание будет истинным или ложным, а в том, что форма вывода не соответствует правилам логики. Паралогизм как вид логической ошибки следует отличать от содержательных ошибок.
Своей непреднамеренностью (непредумышленностью) паралогизм отличается от софизма — логической ошибки, совершаемой намеренно (преднамеренно ложного вывода).

## Иммануил Кант
Иммануил Кант определял логический паралогизм как ложное по форме умозаключение, независимо от того, истинно ли его содержание или нет.
Трансцендентальным паралогизмом называется такое ложное умозаключение, которое имеет трансцендентальное основание. Основание находится в природе разума и ведет к неизбежной иллюзии, которая, однако, может быть устранена. При отсутствии приписываемой критикой дисциплины разум принимает свои идеи за предметы сами по себе и переходит к конститутивному применению трансцендентальных идей. Как следствие, разум неизбежно впадает в заблуждение (трансцендентальную иллюзию), частным случаем которой является паралогизм.
На основании паралогизма рациональной психологией производится доказательство в пользу субстанциальности души. Логический субъект в этом доказательстве принимает характер реальной субстанции.

## Лиотар
Ж. Ф. Лиотар выдвинул концепцию, согласно которой для эпохи постмодерна характерен особый тип легитимизации (легитимации) знания — «легитимизация посредством паралогизма» («легитимация через паралогию»). Она отличается от легитимации знания в классическую и неклассическую эпоху, поскольку та была организована логическими формами. Кроме того, легитимация через паралогию лишена и прагматической полезности.